# さねよしいさ子
さねよし いさ子（さねよし いさこ、本名：實吉 いさ子、1965年9月1日 - ）は、日本の女性シンガーソングライター。東京都出身。父は動物学者、ノンフィクション作家の實吉達郎。妹は九星気学鑑定士の佐々木啓乃。明治の軍人、実吉安純（勲功華族）の曾孫。代表曲に「幸福のカノン」、「マルコじいさん」、「たこやきマントマン」など。

## 略歴
高校時代から作詞作曲を始めた後に、作曲家の栗原正己と出会い、専属バンド「さねよしバンド」結成。1990年にフォーライフ・レコードからメジャー・デビュー。幻想的な歌詞と緩やかな歌声で独特の世界を歌い上げる。吉祥寺、下北沢などを中心にライブ活動を行う。
1993年、シングル「マルコじいさん」がミスタードーナツのCMソングに使用されたことで注目されて、同曲は発売から1年で10万枚強を売上。
歌手活動の傍ら、舞台女優、声優としても活動している。

## 音楽作品

### アルバム
1. 風や空のことばかり[4]（ライナーノーツ：吉本ばなな、1990年）
2. ペクレナトルホポワ[5]（1990年）
3. 手足[6]（1991年）
4. うてな[7]（1993年）
5. スプーン[8]（1999年）
6. GOLD（MINI ALBUM、2001年）
7. 夜光杯[9]（COVER ALBUM、斉藤哲也プロデュース、2003年）
8. 宙からいもうとの仔馬に乗った神さまが（MINI ALBUM、2011年、次回予定作から先行収録）

### ライブ・アルバム
1. チェリー! （2006年）
2. カナリア! （2006年）
3. アイス! （2006年）

### その他のアルバム
1. スタイル・ブック/STYLE BOOK[10]（BEST ALBUM、1994年）
2. りんご水晶（LIVE CASSETTE・未CD化、1996）
3. ある日神さまに/マリアリア（伊藤真澄とのユニット、2006年）

### シングル
以下のシングルのうち「幸福のカノン」「マルコじいさん」「えみちゃんの脱出」3枚のジャケットには「CD MINI ALBUM」マークが記されている。
- 風や空のことばかり[11]
  - C/W ムーンライトパーク
- ペクレナトルホポワ[12]
  - 大建工業「システム・キッチン」CMソング
  - C/W 幸福のカノン
- 幸福のカノン[13]
  - DAIKEN「システムキッチン」CMソング
  - C/W リデルの散歩（アルバム「手足」収録）
  - C/W ポップコーンを降らせ!（アルバム「ペクレナトルホポワ」収録）
- 2人で描こう夜空いっぱいのハート[14]
  - 『三枝の愛ラブ!爆笑クリニック』エンディングテーマ
  - C/W あした あしたが来る
- マルコじいさん[2]
  - ミスタードーナツCMソング
  - C/W 2人で描こう夜空いっぱいのハート（アルバム・ヴァージョン）
  - C/W 風の輪くぐり（アルバム未収録）
- えみちゃんの脱出[15]
  - C/W トーナスシーナス（studio live録音ver.）（アルバム未収録）
  - C/W ペクレナトルホポワ（studio live録音ver.）（アルバム未収録）
- うまくいくうた[16]
  - C/W 天の揺りかご（共にアルバム未収録）
- たこやきマントマン[17]（『たこやきマントマン』OP）
  - C/W カレンダーにまる（『たこやきマントマン』ED）
- たこやき音頭でパッキュンコ![18]（『たこやきマントマン』挿入歌）
  - C/W レッツ! たこやきジェンカ（『たこやきマントマン』挿入歌）
- 天使のほほえみ・single ver.[19]（編曲 矢野誠）
  - C/W 星のうた（アルバム未収録）
  - C/Wそらや愛やりんごや風（アルバム未収録）
- とても正確なことが…[20]
  - C/W アゼリカアゼリコ（アルバム未収録）
  - C/W Willow weep for me（アルバム未収録）
- Voo-Dooチャイルド[21]
  - C/W 中央高架下公園・live ver.（アルバム未収録）
  - C/W a bell（アルバム未収録）
  - C/W Voo-Dooチャイルド・version違い（アルバム未収録）
- 知ラナイナイ空（『ぺとぺとさん』OP）[22]
  - C/W 帰り道（『ぺとぺとさん』ED）
- ちっちゃくピース!（『びんちょうタン しあわせ暦』OP）
  - C/W あしたの花かご・歌 伊藤真澄（作詞 さねよしいさ子）
- ナマケモノちゃんのテーマ（ファンクラブ入会特典）
  - C/W ナマケモノちゃん友情のテーマ（共にアルバム未収録）

### 参加作品
- みんないい。-今唄う金子みすゞの世界-
  - 不思議、積った雪（カバー参加）
- 「taste of SWEET LOVE masterpiece 1969-79」v.a.
  - キャンティのうた（アンデルセン物語EDカバー）
- キョロちゃん　オリジナル・サウンドトラック2
  - EYE CATCH、キョロちゃん絵かき歌など
- ミュージック・フロム・ストレイシープ・ポーとメリーの大冒険
  - アリスの子守唄
- 「RIEACCORDION'MENU'」良原リエ
  - Halcyon（口笛）
- ポップコーンを降らせ!
  - 料理少年Kタロー主題歌
- 「SHIAWASE」Vita Nova
  - ほんとうのこと、Voces Iberica（メドレー曲）
- 「哲学するマントヒヒ」クロコダイル・パパ　
  - キリンのワルツ
- 「空っぽの空に何を映そう」鎌田ひろゆき
  - 雨#1（コーラス）
- 「虹の雨が…」鎌田ひろゆき
  - 虹の雨が…（コーラス）
- 「セカイノマヒル」割礼
  - ハメルンの子守り唄、ソフティ（共に作詞）
- 「空中のチョコレート工場」割礼
  - メタモル（作詞&デュエットコーラス）、空中のチョコレート工場（作詞）
- 「本当の僕じゃない!!」MEN'S 5（コーラス）
- 「風の吹かない日でも船は出したい」片岡大志
  - 遊びに行こうよ（コーラス）
- 「バンザイクリフ」サネヨシ（さねよしいさ子の実弟）（数曲コーラス参加）
- 「公式BOOTLEG with 栗Q本」栗コーダーカルテット
  - 浪速CM新社のテーマ（おしゃべり）
- 「続・CMの達人 〜傑作CM音楽集〜」v.a.
  - ピーチクパーチクステーション たこやき篇、おでかけ篇〈関西テレビ放送〉
- わくわくスーパーマーケット
  - おかあさんといっしょの今月の歌（2004年）
- 「あなたへ」果里
  - トゥワ ラヒ ライラ（デュエット）
- 「沿志奏逢」Bank Band
  - 幸福のカノン（Bank Bandによるカバー収録）
- 「ハックションのうた」 いないいないばあっ!
- 「あわわ。」 いないいないばあっ!
- 「知ラナイナイ空」 ASIN B002CWT8KW。 〜なつかしい にんきの これくしょん〜（オムニバスとして収録）- TVアニメ『ぺとぺとさん』OPテーマ
- 「水晶庭園」黒澤美澪奈、山田陶子
  - 作詞・作曲：MTK（大!天才てれびくん）

## その他

### CMソング
- ミスタードーナツ
- ライオンソフランC
- ユニ・チャームムーニーマン
- ダイケン
- 鹿島
- 黄桜
- コーン茶（キリンビバレッジ）

### 書籍
- おしゃれな気分できれいに歩こう（詩画集）
- フルーツラッキーファインチャイルド（歌詞写真集）
- 「ばななのばなな」吉本ばなな（対談収録）
- 「うたかた／サンクチュアリ（福武文庫）」吉本ばなな(解説さねよしいさ子)
- 「るつぼな下北沢日記」ヤギヤスオ（何箇所か日記に登場）
- 「栗Q本」栗コーダーカルテット（メンバー座談会の進行役）
- ユリイカ2002年10月臨時増刊号 総特集=矢川澄子 不滅の少女（スナップフォト掲載）

### 声優
- キョロちゃん（いさ子）
- ストレイシープ（魔女のおばあさん）
- おしゃれな気分できれいに歩こう（ナレーション）
- ジャム・ザ・ハウスネイル（アン）
- WEBおはなし絵本クラブ「ふたりであいうえお」（絵：近藤聡乃） 
  - かぞえうた風の朗読
- WEB絵本ストーリーゲート「ジューンブライドを祝福するリンゴの花」（文：立原えりか&絵：田村セツコ）
  - 朗読、作曲、歌

### 映画・舞台・ラジオ
- さねよしいさ子 なんしゃ ましまし （1990年4月-1991年3月、FM大阪）
- イーハトーボの音楽劇 銀河鉄道の夜（青山劇場）（演出:白井晃） - 精霊・アメユキ役
- こわれた玩具（遊◎機械/全自動シアター） - 白痴の三女・ドオカ役
- 百人芝居・真夜中の弥次さん喜多さん（演出:天野天街）
- アリと三郎（劇団テヘラン）
- 復讐の天使 - KAMIKAZE TAXI -（映画）（原田眞人監督）
- CREATIVE COMPANY 冨田和音株式会社